# 萨达巴德
萨达巴德（Sadabad），是印度北方邦Hathras县的一个城镇。总人口31737（2001年）。

## 人口
该地2001年总人口31737人，其中男性16955人，女性14782人；0—6岁人口5778人，其中男3092人，女2686人；识字率52.71%，其中男性为61.39%，女性为42.75%。